# Star 20
Star 20 — первый среднетоннажный грузовой автомобиль производства завода грузовых автомобилей «Star» в городе Стараховице (ПНР).

## История
Решение о производстве нового автомобиля для восстановления порядка после Второй мировой войны было принято в апреле 1946 года. Техническую документацию автомобиля создало Центральное Бюро исследований и строительства автомобильной промышленности № 5 (CBBK-5) в Лодзи.
Серийно автомобиль производился с 19 июня 1948 года. 15 декабря 1948 года первые пять серийных экземпляров были представлены во время объединительного съезда Польской социалистической партии с Польской рабочей партией в Варшавском политехническом университете.
С 1949 года на шасси автомобиля производились седельные тягачи Star C60, а с 1953 года — самосвалы Star W14. Автобусы получили индексы Star N50, Star N51 и Star N52.
Производство завершилось в 1957 году.